# Julia Müller
Julia Müller (Hamburg, 10 december 1985) is een Duits hockeyster.
Ze begon haar hockeyloopbaan bij Harvestehuder THC. In 2007 maakte Müller de overstap naar de Nederlandse Hoofdklasse om te gaan spelen voor Laren. Met Laren stond ze aantal keer in de finale van de play offs om het landskampioenschap, maar werd er telkens verloren van Den Bosch. Wel won ze met Laren de EuroHockey Club Champions Cup (opvolger van de Europacup I) door Den Bosch toen wel te verslaan. In de zomer van 2012 maakte Müller de overstap naar Kampong uit Utrecht.
De verdedigster komt sinds 2007 uit voor de Duitse hockeyploeg. Ze won met deze ploeg het EK van 2007 door Nederland in de finale te verslaan. Ze maakte tevens deel uit van de selecties die deelnamen aan de Olympische Zomerspelen van 2008 (4de plaats) en 2012 (7de plaats).

## Erelijst
- 2001 –  European Youth Trophy U16 in Hamburg
- 2002 –  Europees kampioenschap U18 in Rotterdam
- 2003 –  Europees kampioenschap U18 in Dublin
- 2004 –  Europees kampioenschap U21 in Dublin
- 2005 –  WK junioren in Santiago
- 2006 –  Europees kampioenschap U21 in Catania
- 2007 –  Champions Trophy in Quilmes
- 2007 –  WK zaalhockey in Wenen
- 2007 –  Europees kampioenschap in Manchester
- 2008 –  Champions Trophy in Mönchengladbach
- 2008 – 4e Olympische Spelen in Peking
- 2009 – 4e Champions Trophy in Sydney
- 2009 –  Europees kampioenschap in Amstelveen
- 2010 – 4e Champions Trophy in Nottingham
- 2010 – 4e WK hockey in Rosario
- 2011 – 8e Champions Trophy in Amstelveen
- 2011 –  Europees kampioenschap in Mönchengladbach
- 2012 – 4e Champions Trophy in Rosario
- 2012 – 7e Olympische Spelen in Londen
- 2013 –  Europees kampioenschap in Boom
- 2013 – 7e World League in Tucuman
- 2014 –  EK zaalhockey in Praag
- 2014 – 8e WK hockey in Den Haag
- 2014 – 7e Champions Trophy in Mendoza
- 2015 –  World League in Rosario
- 2016 –  Olympische Spelen in Rio de Janeiro

- Gemeinsame Normdatei: 1053007647
- Virtual International Authority File: 310508264